# Aubrey Begg
Aubrey Wilbert Begg (* 9. April 1929 in Balclutha, Otago; † 7. November 1988) war ein neuseeländischer Politiker.

## Karriere
Begg besuchte die Southland Boys' High School und war Landwirt in der Nähe von Invercargill.
Er kandidierte ohne Erfolg bei den Parlamentswahlen 1966 und 1969. Er vertrat den Wahlkreis Invercargill im Repräsentantenhaus von 1972 bis 1975 für die Labour Party. Danach kandidierte er ohne Erfolg bei den Parlamentswahlen 1975, 1978 (als Labour im Wahlkreis Invercargill) und 1981 (als Parteiloser im Wahlkreis Wallace).